# Ardie Savea
Ardie Suemalo Savea (* 14. října 1993, Wellington) je novozélandský ragbista hrající na pozici vazače. V roce 2025 bude hrát za klub Moana Pasifika Super Rugby. V roce 2016 se s klubem Wellington Hurricanes stal vítězem Super Rugby. 
V roce 2023 byl zvolen nejlepším ragbistou světa. V roce 2021 byl také vybrán do nejlepší sestavy světa. V roce 2019 byl v nominaci na nejlepšího ragbistu světa. S novozélandskou reprezentací skončil třetí na MS 2019 a druhý na MS 2023. V letech 2016-2018 a 2020-2023 se stal vítězem Rugby Championship. V letech 2012 až 2016 hrál za sedmičkovou reprezentaci. 